# 2019-2020シーズンのNBA
2019-2020シーズンのNBAはNBAの74回目のシーズンである。レギュラーシーズンは2019年10月22日に始まり、2020年4月15日に終了予定であったが、新型コロナウィルスの感染拡大の影響と、ルディ・ゴベアの感染を重く受け止め、2020年3月12日のオクラホマシティ・サンダーとユタ・ジャズの試合をもって一時中断となった。再開は7月31日にフロリダ州のディズニーワールド内施設、通称バブルにて開催された。プレーオフは同施設にて8月中旬に始まり、10月11日に終了。1月26日コービー・ブライアント氏がヘリコプター事故にて死去したシーズンでもある。多くのチームや選手が8,24秒バイオレーションで哀悼をささげた。初めて八村塁と渡邊雄太の二人の日本人選手対決が実現した。

## 移籍

### 引退選手
- 2018年11月20日、 ドウェイン・ウェイドは、16シーズンをスタープレーヤーとして活躍し、2006, 2012、2013年にマイアミ・ヒートでチャンピオンとなった.[3]。
- 2019年3月1日、チャニング・フライは13シーズンで引退を発表。2016年にクリーブランド・キャバリアーズでチャンピオンを獲得した[4]。
- 2019年4月9日、ダーク・ノヴィツキー が引退を発表。ダラス・マーベリックス一筋21シーズン活躍し、2011年にチャンピオンとなった[5]。
- 2019年6月10日、トニー・パーカーは引退を表明。18シーズンの内、スパーズで4度のチャンピオンを獲得した[6]。
- 2019年6月28日、ダレン・コリソン は、5フランチャイズ、10シーズンで引退を表明[7]。

- 2019年6月5日、ビンス・カーター は、2019-20シーズンを最後に引退することを表明している[8]。

### フリーエージェント
NBAフリーエージェントの交渉は2019年7月1日より開始され、7月6日から期限までに契約が交わされる。トレードを含めると前シーズンのオールNBAチームの6選手が移籍するという史上初のことが起きたが、その中でタンパリングが疑われる契約があったとして、NBAが調査していることをアダム・シルバーコミッショナーが明かした。

### ヘッドコーチの交代
|           | オフシーズン                   | オフシーズン           | オフシーズン                             |
| 日付      | チーム                         | 2018–19                | 2019–20                                  |
| --------- | ------------------------------ | ---------------------- | ---------------------------------------- |
| 2019/4/11 | クリーブランド・キャバリアーズ | ラリー・ドリュー       | ジョン・ビーライン（英語: John Beilein） |
| 2019/4/11 | メンフィス・グリズリーズ       | J・B・ビッカースタッフ | テイラー・ジェンキンス                   |
| 2019/4/11 | サクラメント・キングス         | デビッド・イェイガー   | ルーク・ウォルトン                       |
| 2019/4/12 | ロサンゼルス・レイカーズ       | ルーク・ウォルトン     | フランク・ヴォーゲル                     |
| 2019/4/23 | フェニックス・サンズ           | イゴール・ココスコフ   | モンティ・ウィリアムズ                   |
|           | シーズン中                     |                        |                                          |
|           | チーム                         | 前任                   | 後任                                     |
| 2019/12/6 | ニューヨーク・ニックス         | デビッド・フィズデイル | マイク・ミラー(代行)                     |
| 2020/2/19 | クリーブランド・キャバリアーズ | ジョン・ビーライン     | Ｊ・Ｂ・ビッカースタッフ                 |
| 2020/3/7  | ブルックリン・ネッツ           | ケニー・アトキンソン   | ジャック・ヴォーン                       |

- 右の表に列記した。

## ドラフト
ドラフトではザイオン・ウィリアムソンがニューオーリンズ・ペリカンズから全体1位指名を受けた。他にはジャ・モラント(2位)、R・J・バレット(3位)、デアンドレ・ハンター(4位)、ダリアス・ガーランド(5位)、ジャレット・カルバー(6位)、コービー・ホワイト(7位)、ジャクソン・ヘイズ(8位)、八村塁(9位)、キャム・レディッシュ(10位)、キャメロン・ジョンソン(11位)、P・J・ワシントン(12位)、タイラー・ヒーロー(13位)、チュマ・オキキ(16位)、ニッケル・アレクサンダー＝ウォーカー(17位)、ゴガ・ビターゼ(18位)、マティス・サイブル(20位)、ブランドン・クラーク(21位)、グラント・ウィリアムズ(22位)、ダリアス・ベイズリー(23位)、タイ・ジェローム(24位)、ナシール・リトル(25位)、ジョーダン・プール(28位)、ケルドン・ジョンソン(29位)、ケビン・ポーター・ジュニア(30位)、ニコラス・クラクストン(31位)、ブルーノ・フェルナンド(34位)、コディ・マーティン(36位)、ダニエル・ギャフォード(38位)、エリック・パスカル(41位)、ジェイレン・ノーウェル(43位)、ボル・ボル(44位)、アイザイア・ロビー(45位)、テイレン・ホートン＝タッカー(46位)、テレンス・マン(48位)、ジェイレン・マクダニエルズ(52位)などが指名を受けた。
オールスターにはZ・ウィリアムソン、J・モラント、D・ガーランド、T・ヒーローの3人が選ばれている。
ドラフト外選手にはオシェイ・ブリセット、アルモニ・ブルックス、モーゼス・ブラウン、アミール・コフィー、テレンス・デイビス、ルゲンツ・ドート、ジョン・コンチャール、ケイレブ・マーティン、ギャリソン・マシューズ、ナズ・リード、マックス・ストゥルース、ディーン・ウェイドなどがいる。

## プレシーズン
プレシーズンは2019年9月30日に始まり、10月18日に終了予定。

## レギュラーシーズン
レギュラーシーズンは2019年10月22日に始まり、2020年4月15日に終了予定。2020年3月11日に新型コロナウイルス感染症の流行のため中断された。
シーズンは7月31日からフロリダ州オーランドのウォルト・ディズニー・ワールド・リゾートにて無観客で再開することとなった。全30チームではなく、現時点でプレーオフ圏内にいる東西両カンファレンスの上位8チームと、各カンファレンスの8位と6ゲーム差以内にいる22チームが争うこととなった。
 DR = ディビジョン順位, CR = カンファレンス順位,PCT = 勝率 Z = 全体でホームコートアドバンテージ,ｘ = カンファレンスでホームコートアドバンテージ
| イースタン・カンファレンス     |    |        |                                        |    |    |       |
| アトランティック・ディビジョン |    |        |                                        |    |    |       |
| DR                             | CR | チーム | チーム                                 | 勝 | 敗 | PCT   |
| 1                              | 2  | TOR    | トロント・ラプターズ                   | 53 | 19 | 0.736 |
| 2                              | 3  | BOS    | ボストン・セルティックス               | 48 | 24 | 0.667 |
| 3                              | 6  | PHI    | フィラデルフィア・セブンティシクサーズ | 43 | 30 | 0.589 |
| 4                              | 7  | BKN    | ブルックリン・ネッツ                   | 35 | 37 | 0.486 |
| 5                              | 12 | NYK    | ニューヨーク・ニックス                 | 21 | 45 | 0.318 |
| セントラル・ディビジョン       |    |        |                                        |    |    |       |
| DR                             | CR | チーム | チーム                                 | 勝 | 敗 | PCT   |
| 1                              | 1  | MIL    | ミルウォーキー・バックス               | 56 | 17 | 0.767 |
| 2                              | 4  | IND    | インディアナ・ペイサーズ               | 45 | 28 | 0.616 |
| 3                              | 11 | CHI    | シカゴ・ブルズ                         | 22 | 43 | 0.338 |
| 4                              | 13 | DET    | デトロイト・ピストンズ                 | 20 | 46 | 0.303 |
| 5                              | 15 | CLE    | クリーブランド・キャバリアーズ         | 19 | 46 | 0.292 |
| サウスイースト・ディビジョン   |    |        |                                        |    |    |       |
| DR                             | CR | チーム | チーム                                 | 勝 | 敗 | PCT   |
| 1                              | 5  | MIA    | マイアミ・ヒート                       | 44 | 29 | 0.603 |
| 2                              | 8  | ORL    | オーランド・マジック                   | 33 | 40 | 0.452 |
| 3                              | 9  | WAS    | ワシントン・ウィザーズ                 | 25 | 47 | 0.347 |
| 4                              | 10 | CHA    | シャーロット・ホーネッツ               | 23 | 42 | 0.354 |
| 5                              | 14 | ATL    | アトランタ・ホークス                   | 20 | 47 | 0.299 |

| ウェスタン・カンファレンス   |    |        |                                    |    |    |       |
| ノースウェスト・ディビジョン |    |        |                                    |    |    |       |
| DR                           | CR | チーム | チーム                             | 勝 | 敗 | PCT   |
| 1                            | 3  | DEN    | デンバー・ナゲッツ                 | 46 | 27 | 0.630 |
| 2                            | 5  | OKC    | オクラホマシティ・サンダー         | 44 | 28 | 0.611 |
| 3                            | 6  | UTA    | ユタ・ジャズ                       | 44 | 28 | 0.611 |
| 4                            | 8  | POR    | ポートランド・トレイルブレイザーズ | 35 | 39 | 0.473 |
| 5                            | 14 | MIN    | ミネソタ・ティンバーウルブズ       | 19 | 45 | 0.297 |
| パシフィック・ディビジョン   |    |        |                                    |    |    |       |
| DR                           | CR | チーム | チーム                             | 勝 | 敗 | PCT   |
| 1                            | 1  | LAL    | ロサンゼルス・レイカーズ           | 52 | 19 | 0.732 |
| 2                            | 2  | LAC    | ロサンゼルス・クリッパーズ         | 49 | 23 | 0.681 |
| 3                            | 10 | PHO    | フェニックス・サンズ               | 34 | 39 | 0.466 |
| 4                            | 12 | SAC    | サクラメント・キングス             | 31 | 41 | 0.431 |
| 5                            | 15 | GSW    | ゴールデンステート・ウォリアーズ   | 15 | 50 | 0.231 |
| サウスウェスト・ディビジョン |    |        |                                    |    |    |       |
| DR                           | CR | チーム | チーム                             | 勝 | 敗 | PCT   |
| 1                            | 4  | HOU    | ヒューストン・ロケッツ             | 44 | 28 | 0.611 |
| 2                            | 7  | DAL    | ダラス・マーベリックス             | 43 | 32 | 0.573 |
| 3                            | 9  | MEM    | メンフィス・グリズリーズ           | 34 | 39 | 0.466 |
| 4                            | 11 | SAS    | サンアントニオ・スパーズ           | 32 | 39 | 0.451 |
| 5                            | 13 | NOP    | ニューオーリンズ・ペリカンズ       | 30 | 42 | 0.417 |

## オールスター・ウィークエンド

### オールスターゲーム
| 2020年2月16日 7:30 p.m. ET |

| Box score |

| チームレブロン 157, チームヤニス 155                                                  |  |                                                                          |
| クォーター・スコア: 53–41, 30–51, 41–41, 33–22                                        |  |                                                                          |
| Pts: カワイ・レナード(MVP) 30 Rebs: アンソニー・デイビス 9 Asts: 3選手が同一6アシスト |  | Pts: ヤニス・アデトクンボ Rebs: ヤニス,ゴベア 11 Asts: トレイ・ヤング 10 |

## スタッツリーダー

### 個人スタッツリーダー
| スタッツ   | 受賞者                   | チーム |
| 得点       | ジェームズ・ハーデン     | HOU    |
| アシスト   | レブロン・ジェームズ     | LAL    |
| リバウンド | アンドレ・ドラモンド     | CLE    |
| ブロック   | ハッサン・ホワイトサイド | POR    |
| スティール | ベン・シモンズ           | PHI    |
| 3ポイント% | ジョージ・ヒル           | MIL    |
| ---------- | ------------------------ | ------ |

| # | 得点                      | 得点 | リバウンド                | リバウンド | アシスト                  | アシスト | スティール                | スティール |
| # | 選手名                    | avg  | 選手名                    | avg        | 選手名                    | avg      | 選手名                    | avg        |
| - | ------------------------- | ---- | ------------------------- | ---------- | ------------------------- | -------- | ------------------------- | ---------- |
| 1 | ジェームズ・ハーデン(HOU) | 34.3 | アンドレ・ドラモンド(CLE) | 15.2       | レブロン・ジェームズ(LAL) | 10.2     | ベン・シモンズ(PHI)       | 2.1        |
| 2 | ブラッドリー・ビール(WAS) | 30.5 | ヤニス・アデトクンボ(MIL) | 13.6       | トレイ・ヤング(ATL)       | 9.3      | クリス・ダン(CHI)         | 2.0        |
| 3 | デイミアン・リラード(POR) | 30.0 | ルディ・ゴベア(UTA)       | 13.5       | リッキー・ルビオ(PHX)     | 8.8      | アンドレ・ドラモンド(CLE) | 1.9        |

| # | ブロックショット              | ブロックショット | FG成功率                    | FG成功率 | 3P成功率              | 3P成功率 | FT成功率                    | FT成功率 |
| # | 選手名                        | avg              | 選手名                      | %        | 選手名                | %        | 選手名                      | %        |
| - | ----------------------------- | ---------------- | --------------------------- | -------- | --------------------- | -------- | --------------------------- | -------- |
| 1 | ハッサン・ホワイトサイド(POR) | 2.9              | ミッチェル・ロビンソン(NYK) | 74.2     | ジョージ・ヒル(MIL)   | 46.0     | ブラッド・ワナメイカー(BOS) | 92.6     |
| 2 | ブルック・ロペス(MIL)         | 2.4              | ルディ・ゴベア(UTA)         | 69.3     | J・J・レディック(NOP) | 45.3     | デビン・ブッカー(PHX)       | 91.9     |
| 3 | アンソニー・デイビス(LAL)     | 2.3              | ジャレット・アレン(BKN)     | 64.9     | セス・カリー(DAL)     | 45.2     | クリス・ミドルトン(MIL)     | 91.6     |

## 各賞
- 最優秀選手：ヤニス・アデトクンボ
- ルーキー・オブ・ザ・イヤー：ジャ・モラント
- 最優秀守備選手賞：ヤニス・アデトクンボ
- シックスマン賞：モントレズ・ハレル
- MIP：ブランドン・イングラム
- 最優秀コーチ賞：ニック・ナース
- エグゼクティブ・オブ・ザ・イヤー：

## プレーオフ
プレーオフは2020年8月17日に開始予定。
|  | ファースト ラウンド        | ファースト ラウンド                        | ファースト ラウンド           |   |                                | カンファレンス セミファイナル  | カンファレンス セミファイナル | カンファレンス セミファイナル |  |   | カンファレンス ファイナル     | カンファレンス ファイナル | カンファレンス ファイナル |  |   | NBAファイナル         | NBAファイナル | NBAファイナル |
|  |                            |                                            |                               |   |                                |                                |                               |                               |  |   |                               |                           |                           |  |   |                       |               |               |
|  | 1                          | MIL ミルウォーキー・バックス*              | 4                             |   |                                |                                |                               |                               |  |   |                               |                           |                           |  |   |                       |               |               |
|  | 8                          | ORL オーランド・マジック                   | 1                             |   |                                |                                |                               |                               |  |   |                               |                           |                           |  |   |                       |               |               |
|  | 8                          | ORL オーランド・マジック                   | 1                             |   | 1                              | MIL ミルウォーキー・バックス*  | 1                             |                               |  |   |                               |                           |                           |  |   |                       |               |               |
|  |                            |                                            |                               |   | 1                              | MIL ミルウォーキー・バックス*  | 1                             |                               |  |   |                               |                           |                           |  |   |                       |               |               |
|  |                            | 5                                          | MIA マイアミ・ヒート*         | 4 |                                |                                |                               |                               |  |   |                               |                           |                           |  |   |                       |               |               |
|  | 4                          | 5                                          | MIA マイアミ・ヒート*         | 4 | IND インディアナ・ペイサーズ*  | 0                              |                               |                               |  |   |                               |                           |                           |  |   |                       |               |               |
|  | 4                          |                                            |                               |   | IND インディアナ・ペイサーズ*  | 0                              |                               |                               |  |   |                               |                           |                           |  |   |                       |               |               |
|  | 5                          | MIA マイアミ・ヒート                       | 4                             |   |                                |                                |                               |                               |  |   |                               |                           |                           |  |   |                       |               |               |
|  | 5                          | MIA マイアミ・ヒート                       | 4                             |   |                                |                                |                               |                               |  | 5 | MIA マイアミ・ヒート*         | 4                         |                           |  |   |                       |               |               |
|  | イースタン・カンファレンス |                                            |                               |   |                                |                                |                               |                               |  | 5 | MIA マイアミ・ヒート*         | 4                         |                           |  |   |                       |               |               |
|  |                            | 3                                          | BOS ボストン・セルティックス  | 2 |                                |                                |                               |                               |  |   |                               |                           |                           |  |   |                       |               |               |
|  | 2                          | 3                                          | BOS ボストン・セルティックス  | 2 | TOR トロント・ラプターズ*      | 4                              |                               |                               |  |   |                               |                           |                           |  |   |                       |               |               |
|  | 2                          |                                            |                               |   | TOR トロント・ラプターズ*      | 4                              |                               |                               |  |   |                               |                           |                           |  |   |                       |               |               |
|  | 7                          | BKN ブルックリン・ネッツ                   | 0                             |   |                                |                                |                               |                               |  |   |                               |                           |                           |  |   |                       |               |               |
|  | 7                          | BKN ブルックリン・ネッツ                   | 0                             |   | 2                              | TOR トロント・ラプターズ*      | 3                             |                               |  |   |                               |                           |                           |  |   |                       |               |               |
|  |                            |                                            |                               |   | 2                              | TOR トロント・ラプターズ*      | 3                             |                               |  |   |                               |                           |                           |  |   |                       |               |               |
|  |                            | 3                                          | BOS ボストン・セルティックス  | 4 |                                |                                |                               |                               |  |   |                               |                           |                           |  |   |                       |               |               |
|  | 3                          | 3                                          | BOS ボストン・セルティックス  | 4 | BOS ボストン・セルティックス   | 4                              |                               |                               |  |   |                               |                           |                           |  |   |                       |               |               |
|  | 3                          |                                            |                               |   | BOS ボストン・セルティックス   | 4                              |                               |                               |  |   |                               |                           |                           |  |   |                       |               |               |
|  | 6                          | PHI フィラデルフィア・セブンティシクサーズ | 0                             |   |                                |                                |                               |                               |  |   |                               |                           |                           |  |   |                       |               |               |
|  | 6                          | PHI フィラデルフィア・セブンティシクサーズ | 0                             |   |                                |                                |                               |                               |  |   |                               |                           |                           |  | 5 | MIA マイアミ・ヒート* | 2             |               |
|  |                            |                                            |                               |   |                                |                                |                               |                               |  |   |                               |                           |                           |  | 5 | MIA マイアミ・ヒート* | 2             |               |
|  |                            | 1                                          | LAL ロサンゼルス・レイカーズ* | 4 |                                |                                |                               |                               |  |   |                               |                           |                           |  |   |                       |               |               |
|  | 1                          | 1                                          | LAL ロサンゼルス・レイカーズ* | 4 | LAL ロサンゼルス・レイカーズ*  | 4                              |                               |                               |  |   |                               |                           |                           |  |   |                       |               |               |
|  | 1                          |                                            |                               |   | LAL ロサンゼルス・レイカーズ*  | 4                              |                               |                               |  |   |                               |                           |                           |  |   |                       |               |               |
|  | 8                          | POR ポートランド・トレイルブレイザーズ^    | 1                             |   |                                |                                |                               |                               |  |   |                               |                           |                           |  |   |                       |               |               |
|  | 8                          | POR ポートランド・トレイルブレイザーズ^    | 1                             |   | 1                              | LAL ロサンゼルス・レイカーズ*  | 4                             |                               |  |   |                               |                           |                           |  |   |                       |               |               |
|  |                            |                                            |                               |   | 1                              | LAL ロサンゼルス・レイカーズ*  | 4                             |                               |  |   |                               |                           |                           |  |   |                       |               |               |
|  |                            | 4                                          | HOU ヒューストン・ロケッツ*   | 1 |                                |                                |                               |                               |  |   |                               |                           |                           |  |   |                       |               |               |
|  | 4                          | 4                                          | HOU ヒューストン・ロケッツ*   | 1 | HOU ヒューストン・ロケッツ*    | 4                              |                               |                               |  |   |                               |                           |                           |  |   |                       |               |               |
|  | 4                          |                                            |                               |   | HOU ヒューストン・ロケッツ*    | 4                              |                               |                               |  |   |                               |                           |                           |  |   |                       |               |               |
|  | 5                          | OKC オクラホマシティ・サンダー             | 3                             |   |                                |                                |                               |                               |  |   |                               |                           |                           |  |   |                       |               |               |
|  | 5                          | OKC オクラホマシティ・サンダー             | 3                             |   |                                |                                |                               |                               |  | 1 | LAL ロサンゼルス・レイカーズ* | 4                         |                           |  |   |                       |               |               |
|  | ウェスタン・カンファレンス |                                            |                               |   |                                |                                |                               |                               |  | 1 | LAL ロサンゼルス・レイカーズ* | 4                         |                           |  |   |                       |               |               |
|  |                            | 3                                          | DEN デンバー・ナゲッツ*       | 1 |                                |                                |                               |                               |  |   |                               |                           |                           |  |   |                       |               |               |
|  | 2                          | 3                                          | DEN デンバー・ナゲッツ*       | 1 | LAC ロサンゼルス・クリッパーズ | 4                              |                               |                               |  |   |                               |                           |                           |  |   |                       |               |               |
|  | 2                          |                                            |                               |   | LAC ロサンゼルス・クリッパーズ | 4                              |                               |                               |  |   |                               |                           |                           |  |   |                       |               |               |
|  | 7                          | DAL ダラス・マーベリックス                 | 2                             |   |                                |                                |                               |                               |  |   |                               |                           |                           |  |   |                       |               |               |
|  | 7                          | DAL ダラス・マーベリックス                 | 2                             |   | 2                              | LAC ロサンゼルス・クリッパーズ | 3                             |                               |  |   |                               |                           |                           |  |   |                       |               |               |
|  |                            |                                            |                               |   | 2                              | LAC ロサンゼルス・クリッパーズ | 3                             |                               |  |   |                               |                           |                           |  |   |                       |               |               |
|  |                            | 3                                          | DEN デンバー・ナゲッツ*       | 4 |                                |                                |                               |                               |  |   |                               |                           |                           |  |   |                       |               |               |
|  | 3                          | 3                                          | DEN デンバー・ナゲッツ*       | 4 | DEN デンバー・ナゲッツ*        | 4                              |                               |                               |  |   |                               |                           |                           |  |   |                       |               |               |
|  | 3                          |                                            |                               |   | DEN デンバー・ナゲッツ*        | 4                              |                               |                               |  |   |                               |                           |                           |  |   |                       |               |               |
|  | 6                          | UTA ユタ・ジャズ                           | 3                             |   |                                |                                |                               |                               |  |   |                               |                           |                           |  |   |                       |               |               |

*ディビジョン優勝

^第8シード決定戦を経て出場

太字 シリーズ勝利

 ホームコート・アドバンテージ

### 第8シード決定戦
今シーズンの特例として、レギュラーシーズン終了時点で各カンファレンスにおける8位と9位の間が4.0ゲーム差以内となった場合、「プレーイン・トーナメント」が行われることとなった。この場合、8位のチームは先に1勝 (1勝のアドバンテージを獲得しているため)、9位のチームは2勝すれば、第8シードとしてプレーオフに出場できる。
この規定により、ウエスタン・カンファレンスでは、8位のトレイルブレイザーズと9位のグリズリーズとの間が4.0ゲーム差以内であったため、プレーイン・トーナメントが行われた。
ポートランド・トレイルブレイザーズ(8位)vsメンフィス・グリズリーズ(9位)
| August 15, 2020 2:30 p.m. ET |

|  |

| グリズリーズ 122, トレイルブレイザーズ 126                                                                          |  |                                                                                        |
| クォーター・スコア: 19–31, 33–27, 42–31, 28–37                                                                      |  |                                                                                        |
| Pts: ジャ・モラント 35 Rebs: ヨナス・ヴァランチューナス 17 Asts: カイル・アンダーソン 9                             |  | Pts: デイミアン・リラード 31 Rebs: ユスフ・ヌルキッチ 21 Asts: デイミアン・リラード 10 |
| ポートランドが2-0で勝利(1勝のアドバンテージを含む)し、規定によりポートランドが第8シードとしてプレーオフに出場する。 |  |                                                                                        |

一方、イースタン・カンファレンスは、8位と9位が4.0ゲーム差以上開いたため、プレーイン・トーナメントは行われなかった。

## ファイナル

### Game 1
| 9月30日 9:00 pm/6:00 pm |

|  |

| ヒート | 98–116 | レイカーズ                                                                              |
| クォーター・スコア: 28–31, 20–34, 19–28, 31–23                                                                         |        |                                                                                         |
| Pts: ジミー・バトラー 23 Rebs: アンドレ・イグダーラ,ケンドリック・ナン,ケリー・オリニク 5 Asts: アンドレ・イグダーラ 6 |        | Pts: アンソニー・デイビス 34 Rebs: レブロン・ジェームズ 13 Asts: レブロン・ジェームズ 9 |
| Los Angeles leads series, 1–0                                                                                          |        |                                                                                         |

### Game 2
| 10月2日 9:00 pm/6:00 pm |

|  |

| ヒート                                                                      | 114–124 | レイカーズ                                                                             |
| クォーター・スコア: 23–29, 31–39, 35–39, 21–21                              |         |                                                                                        |
| Pts: ジミー・バトラー 25 Rebs: ケリー・オリニク 9 Asts: ジミー・バトラー 13 |         | Pts: レブロン・ジェームズ 33 Rebs: アンソニー・デイビス 14 Asts: レイジョン・ロンド 10 |
| Los Angeles leads series, 2–0                                               |         |                                                                                        |

### Game 3
| 10月4日 9:00 pm/6:00 pm |

|  |

| レイカーズ                                                                              | 104–115 | ヒート                                                                       |
| クォーター・スコア: 23–26, 31–32, 26–27, 24–30                                          |         |                                                                              |
| Pts: レブロン・ジェームズ 25 Rebs: レブロン・ジェームズ 10 Asts: レブロン・ジェームズ 8 |         | Pts: ジミー・バトラー 40 Rebs: ジミー・バトラー 11 Asts: ジミー・バトラー 13 |
| Los Angeles leads series, 2–1                                                           |         |                                                                              |

### Game 4
| 10月6日 9:00pm |

| Box score |

| レイカーズ 102, ヒート 96                                                               |  |                                                                             |
| クォーター・スコア: 27–22, 22–25, 26–23, 27–26                                          |  |                                                                             |
| Pts: レブロン・ジェームズ 28 Rebs: レブロン・ジェームズ 12 Asts: レブロン・ジェームズ 8 |  | Pts: ジミー・バトラー 22 Rebs: ジミー・バトラー 10 Asts: ジミー・バトラー 9 |
| Los Angeles leads series, 3–1                                                           |  |                                                                             |

## 主な出来事
- 8月29日 - ブルックリン・ネッツのウィルソン・チャンドラーが薬物規定違反により25試合の出場停止処分[11]。
- 10月23日 - ワシントン・ウィザーズの八村塁が日本人3人目となるNBAの公式戦に出場、開幕戦の出場は初[12]。
- 10月24日
  - フェニックス・サンズのデアンドレ・エイトンが薬物規定違反により25試合の出場停止処分[13]。
  - アトランタ・ホークスのヴィンス・カーターが史上初となる22シーズン目のNBAの試合に出場[14]。
- 10月26日 - ボストン・セルティックスのタッコ・フォールが初出場、身長7フィート5インチ(約226cm)はNBA歴代5位タイ[15]。
- 11月4日 - デトロイト・ピストンズのアンドレ・ドラモンドが史上5人目(9度目)となる4試合連続20リバウンドを達成[16]。
- 11月5日 - アトランタ・ホークスのジョン・コリンズが薬物規定違反(ヒト成長ホルモンの一種のGHRP-2)により25試合の出場停止処分[17]。
- 11月18日 - ミルウォーキー・バックスのヤニス・アデトクンボがポートランド・トレイルブレイザーズ戦で24得点・19リバウンド・15アシストで、シーズン唯一の3項目すべて15以上のトリプルダブルを記録[18]。
- 11月19日 - ロサンゼルス・レイカーズのレブロン・ジェームズがオクラホマシティ・サンダー戦でトリプルダブルを記録、史上初となる全球団から同記録を達成[19]。
- 11月20日 - ヒューストン・ロケッツのクリント・カペラが4人目(7度目)となる5試合連続20リバウンドを達成[16]。
- 11月30日 - ヒューストン・ロケッツのジェームズ・ハーデンがアトランタ・ホークス戦で史上4人目となる通算4回目の1試合60得点を記録[20]。
- 12月9日 - ヒューストン・ロケッツは同月3日の試合終盤にジェームズ・ハーデンのダンクが誤審で認められなかったことが試合結果に影響したと抗議していたが、NBAがこの日に却下[21]。
- 12月10日 - アトランタ・ホークスのヴィンス・カーターがマイアミ・ヒート戦で史上4人目となる通算1500試合出場を達成[22]。
- 12月14日 - ミルウォーキー・バックスが18連勝を記録[23]。
- 12月28日 - ニューオーリンズ・ペリカンズとインディアナ・ペイサーズの試合で、ジャスティン、ドリュー、アーロンのホリデー3兄弟が史上初となるNBAで同時出場を達成[24]。
- 1月11日 - ヒューストン・ロケッツのジェームズ・ハーデンがミネソタ・ティンバーウルブズ戦で史上45人目となる通算2万得点を史上7番目の若さで達成[25]。
- 1月20日 - ヒューストン・ロケッツのラッセル・ウェストブルックがオクラホマシティ・サンダー戦でレブロン・ジェームズ以来史上2人目となる全球団からトリプルダブルを達成[26]。
- 1月21日 - ポートランド・トレイルブレイザーズのデイミアン・リラードがゴールデンステート・ウォリアーズ戦でシーズンハイとなる61得点を記録、シーズン2度の1試合60得点以上は史上6人目(11月8日のネッツ戦で60得点)[27]。
- 1月24日 - フランス・パリでNBAの公式戦が初めて開催され、同国カルヴァドス県リジュー出身のニコラス・バトゥムが出場[28]。
- 2月4日 - 4チーム間でのトレードが成立し、クリント・カペラがロケッツからホークス、ロバート・コビントンがウルブズからロケッツ、ジェラルド・グリーンがロケッツからナゲッツへ移籍するなど、12選手とドラフト指名権4枠が移動した[29]。
- 2月6日 - ヒューストン・ロケッツのラッセル・ウェストブルックが史上46人目となる通算2万得点を達成、6000リバウンド・7000アシストも記録しているのはオスカー・ロバートソン、レブロン・ジェームズに次ぐ3人目[30]。
- 2月26日 - ワシントン・ウィザーズのブラッドリー・ビールが2007年のコービー・ブライアント以来史上6人目となる2日連続での50得点を達成した[31]。
- 2月28日 - ニューオーリンズ・ペリカンズのザイオン・ウィリアムソンが10代では史上初となる10試合連続20得点を記録(記録を13まで伸ばした。従来の記録はカーメロ・アンソニーの9試合。新人としてはブレイク・グリフィン、ジョエル・エンビード、ドノバン・ミッチェルに次ぐ4人目)[32]。

### 新型コロナウイルスの対応
2020年3月11日に、ユタ・ジャズの27歳のセンター、ルディ・ゴベアが新型コロナウイルスの検査の結果が陽性だったため、当面の間、2019-2020のレギュラーシーズンの全ての試合を中断することになった。当初の考えとしては「無観客試合」もあったが、事実上「シーズン打ち切り」の措置が取られた。また、2020年3月12日にはユタ・ジャズから2人目の陽性が確認された。
この為、ユタ・ジャズのすべての選手は10日間の自宅待機が行われる影響で、練習ができなくなった。また、2020年2月29日にジャズと対戦していたウィザーズは、選手やコーチ、それに、チームスタッフに対し、検査をするように伝えたうえで、3日間から4日間は自宅待機することを求めた。2020年3月6日にジャズと対戦していたセルティクスは、マサチューセッツ州の保健当局とすでに連携していて、今後は、新型コロナウイルスの検査を受けることにしている。2020年3月9日にジャズと対戦していたラプターズは、すべての選手が検査を完了させ、14日間の自宅待機に入った。
この中断期間は、NBAは「コロナウイルスのパンデミックに関して今後の方針を決める」とコメントを発表している。一方で、NBAの各チームのオーナーは、NBAコミッショナーのアダム・シルバーに、「30日後に今後の方針を決めるよう」提言を行った。さらに、2020年3月12日にNBAのコミッショナーであるアダム・シルバーはシーズンの中断については「少なくとも30日間」になるという認識をターナー・ネットワーク・テレビジョンの「インサイド・ザ・NBA」に出演した際に述べた。
その後、2020年4月4日に複数のアメリカメディアが2019-2020シーズンのNBAを中止に向けて、選手会と調整に入ったことを伝えた。スポーツ専門局のESPNのウィンドホースト記者は「どうシーズンを再開させるかではなく、中止となった場合に財務面がどうなるか話し合っている」と現状を述べた。
2020年4月17日、NBAは、もし、レギュラーシーズンとプレーオフが実施されない場合に、段階的に選手の年俸を減らすことで選手会と合意。2020年5月15日に支給される年俸からは25%も減らされることになり、もし、レギュラーシーズンがすべて中止の場合は、選手全員、およそ8億ドル（日本円でおよそ860億円）減らされることになる。